# Otívio de Almeida Cunha
Otívio de Almeida Cunha (São Mateus, 14 de abril de 1919 — São Mateus, 28 de setembro de 2012) foi um comerciante e um político brasileiro natural de São Mateus, Espírito Santo
Filho de Sílvio Moreira da Cunha e Otília Cunha.
Na política foi vereador e depois prefeito de São Mateus. Foi eleito para o cargo de vice-prefeito, pelo voto direto, para o período de 1º de fevereiro de 1963 a 31 de janeiro de 1967. Assumiu a prefeitura em 8 de março de 1965, após a renúncia de Roberto Arnizaut Silvares. Permaneceu no cargo até o fim do mandato, em 1º de fevereiro de 1967, elegendo o seu sucessor, Wilson Gomes.
Como prefeito, construiu a segunda ponte sobre o Rio Mariricu, com pilares de concreto. Também iniciou a implantação do Serviço Autônomo de Água e Esgoto - SAAE, obtendo recursos do governo federal para oferecer água tratada à população da cidade. Além disso, cedeu o terreno onde seria construído o Estádio Manoel Moreira Sobrinho.
É neto do Barão dos Aimorés.